# Sự kiện UFO Gulf Breeze
Sự kiện UFO Gulf Breeze là một loạt vụ nhìn thấy UFO xảy ra ở Gulf Breeze, Florida nước Mỹ vào cuối năm 1987 và đầu năm 1988. Bắt đầu từ tháng 11 năm 1987, tờ Gulf Breeze Sentinel đã công bố một số bức ảnh một chiếc UFO do chính Ed Walters cung cấp cho họ. Sau nhiều lần mục kích người ngoài hành tinh, Ed thậm chí đã xuất bản một cuốn sách và trở nên khá nổi tiếng trong cộng đồng nghiên cứu UFO. Nhưng khả năng cao tất cả đều là câu chuyện bịa giật gân.  Nhà UFO học Bruce Maccabee tin rằng những bức ảnh này là thật, thế nhưng số khác lại nghi ngờ rằng đây thực chất chỉ là trò lừa bịp mà thôi.
Phóng viên Craig Myers của tờ Pensacola News Journal đã điều tra những tuyên bố của Walters vài năm sau đó, chỉ trích việc Sentinel đưa tin về câu chuyện này là "phi lý" và "giật gân". Myers đã sao chép gần như chính xác các bức ảnh UFO của Walters bằng cách sử dụng mô hình UFO bằng xốp được tìm thấy trên gác mái của ngôi nhà nơi Walters sống tại thời điểm các bức ảnh được công bố.

## Bối cảnh
Thị trấn Gulf Breeze nằm bên bờ biển thuộc bang Florida của Mỹ. Số lượng người nhận là nhân chứng nhìn thấy người ngoài hành tinh nhiều đến mức tưởng như nơi đây mỗi ngày đều có đĩa bay xuất hiện, thậm chí có người nhận đã vào hẳn trong đĩa bay tham quan. Kể từ báo cáo mục kích đầu tiên vào tháng 11 năm 1987, những vụ việc liên quan tới đĩa bay hoặc người ngoài hành tinh xảy ra tại thị trấn Gulf Breeze đã vượt quá 2.000 trường hợp. Do từng có cư dân chụp được ảnh đĩa bay cho nên các tổ chức nghiên cứu UFO quân sự và dân sự liên tục tiến hành công việc phân tích tại nơi này. Cũng chính vì vậy mà sự kiện Gulf Breeze trở thành sự kiện mục kích đĩa bay gây chấn động toàn thế giới.

## Diễn biến
Một người dân của thị trấn là Ed Walters từng có nhiều trải nghiệm khác thường. Người này vốn là kĩ sư của một công ty xây dựng, lần đầu tiên anh nhìn thấy đĩa bay là vào lúc 4 giờ 55 phút chiều ngày 11 tháng 11 năm 1987. Ed nhớ lại: "Lúc đó, tôi đang ngồi làm việc trong văn phòng. Khi tình cờ ngẩng đầu lên, tôi phát hiện ra bên cạnh lùm cây ngoài cửa sổ có một vật thể bay không xác định đang lơ lửng trên không, do đó tôi đi ra ngoài để nhìn cho rõ. Càng lại gần nó thì cảm giác sợ hãi trong lòng tôi càng dâng lên mạnh mẽ". Ed lập tức quay vào nhà, lấy chiếc máy ảnh Polaroid chụp liền năm tấm ảnh. Lúc đó, đĩa bay đang từ từ tiến sát căn nhà của Ed, phần đáy của nó phát ra những chùm sáng rực rỡ. Đột nhiên, đĩa bay di chuyển tới vị trí ngay trên đỉnh đầu Ed. Đúng lúc anh định tiếp tục chụp ảnh thì một sức mạnh vô hình xâm chiếm toàn thân Ed, khiến người anh cứng đờ tại chỗ, không thể cựa quậy. Lúc ấy, một chùm sáng màu xanh lam từ đĩa bay rọi xuống bao trùm lên người Ed. Ngay sau đó, chuyện khó tin chính là cơ thể Ed bất chợt bị chùm sáng xanh lam hút lên trên.
Ed không thể di chuyển, và anh nghe thấy những âm thanh văng vẳng bên tai. Một lát sau, trong đầu anh vọng ra âm thanh giống tiếng khởi động của thiết bị điện. Lúc này, anh cảm thấy âm thanh do máy móc phát ra đó như đang phiên dịch lời mà người ngoài hành tinh gửi tới bộ não của anh. Dường như họ đang nói: "Đừng sợ, chúng tôi sẽ không làm hại anh đâu". Một lúc sau, chùm sáng màu xanh biến mất, cơ thể Ed cũng bị ném trở lại mặt đất, tiếp đó thì anh mất đi ý thức. Mãi tới khi vợ Ed về đến nhà, cô mới vội vã gọi anh tỉnh dậy. Ed gần như bò lết trở vào nhà, anh cảm thấy đầu đau như búa bổ. May thay, Ed đã chụp được vài tấm ảnh về UFO rất rõ nét. Ed cho rằng trải nghiệm đáng sợ đó cuối cùng đã chấm dứt, nhưng anh không ngờ rằng 9 ngày sau đĩa bay lại xuất hiện trước mặt anh một lần nữa. Lần này, Ed lại chụp được ảnh UFO. Kể từ đó, người ngoài hành tinh liên tục xuất hiện trước mặt Ed Walters. Ngày 28 tháng 12 năm 1987, Ed dùng máy quay phim ghi lại thành công hành tung của ba đĩa bay. Trong thước phim thể hiện rõ ba đĩa bay dàn thành đội hình, trong đó có một đĩa bay cứ bay lên đáp xuống nhiều lần với tốc độ chóng mặt.

## Phản ứng
Thành phần ủng hộ Walters, nhất là thành viên MUFON, đã trích dẫn những vụ chứng kiến hàng loạt như bằng chứng cho thấy hiện tượng Gulf Breeze này là có thật. Giám đốc MUFON Walter Andrus tuyên bố vào tháng 6 năm 1988 rằng sự kiện Gulf Breeze là "trường hợp tốt nhất mà chúng ta từng có". Donald Ware, giám đốc Florida của nhóm cho biết: "Tôi tin rằng lý do mà người này [Walters] được trao nhiều cơ hội chụp ảnh như vậy là vì người ngoài hành tinh muốn chúng ta xem những bức ảnh đó". Thống kê do Willy Smith biên soạn cho biết số lượng thành viên của MUFON "đã tăng gấp bốn lần kể từ" sau khi trường hợp Gulf Breeze được công khai trước dư luận.
Trung tâm Nghiên cứu UFO (CUFOS) do nhà thiên văn học và nhà nghiên cứu UFO J. Allen Hynek lập nên, nhận định những bức ảnh của Walters là giả mạo dựa trên thực tế là các cửa sổ trên tàu không được bố trí đều nhau và do "độ gợn sóng trong đống ảnh cho thấy chúng được chụp gần hoặc phản chiếu từ mặt nước". Mark Rodeghier và Robert Boyd, cũng thuộc CUFOS, được bạn bè của Walters cho hay ông này là "'kẻ thích đùa cợt và chơi khăm'" từng nói với mọi người là mình sẽ "thực hiện 'trò đùa cuối cùng'". Những người quen biết này còn lưu ý một số "điểm tương đồng kỳ lạ" giữa câu chuyện của Walters và cuốn sách Communion của Whitley Streiber, được xuất bản vài tháng trước lần mục kích đầu tiên.

## Truyền thông
Ngày 5 tháng 10 năm 1988, Unsolved Mysteries và sau đó là chương trình truyền hình đặc biệt mang tên "UFO Cover-UP...Live!" đã giới thiệu trường hợp UFO Gulf Breeze. Năm 1989, nhân chứng Shirley McConnell kể về trải nghiệm của cô trên chương trình truyền hình A Current Affair. Unsolved Mysteries, Inside Edition và A Current Affair từng quay thêm nhiều chương trình về UFO vào tháng 7 năm 1990.
Trong một tập phim The X-Files năm 1994, nhân vật Fox Mulder từng nhắc đến những bức ảnh UFO Gulf Breeze với cộng sự viên Dana Scully của mình và nói rằng "lần đầu tiên anh ta nhìn thấy ... những bức ảnh này, anh ấy thừa biết chúng là đồ giả rồi". Ca sĩ Gulf Breeze là Ken Manning đã giành giải Video Ca nhạc Hay nhất tại lễ trao giải Crystal Reel của Hiệp hội Điện ảnh và Truyền hình Florida năm 1999 cho bài hát "Gulf Breeze UFO" của mình.